# Codice laurenziano
Il Codice laurenziano, di Laurenzio o il Letopis Laurenziano (in russo Лаврентьевский список, Лаврентьевская летопись, trasl. Lavrent'jevskij spisok, Lavrent'jevskaja letopis'?) è una raccolta di cronache che include la più antica versione esistente della Cronaca degli anni passati e le sue continuazioni, perlopiù relative ad eventi accaduti nei principati rus' nord-orientali affini a Vladimir-Suzdal'.

## Compilazione
Il codice non fu semplicemente trascritto dal monaco di Nižnij Novgorod, Laurenzio, su commissione di Dionisio di Suzdal' nel 1377. Due copisti si alternarono al lavoro, con un limitato intervento di un terzo. Il testo originale sugli eventi avvenuti tra il 1284 e il 1305 fu un codice compilato per il gran principe Michail Jaroslavič nel 1305. In seguito un secondo copista che, in una nota, chiama se stesso «Lavrentij» (Laurenzio), indica che il lavoro iniziò il 14 gennaio e terminò il 20 marzo 6885 (anno 1377). Egli rielaborò la presentazione di Jurij II Vsevolodovič, il fondatore di Nižnij Novgorod, assumendo un giudizio positivo e non negativo rispetto ad altri lavori, riabilitando inoltre in parte il ruolo dei tartari. Vasilij Komarovič (1976) ha studiato le tracce di cambiamenti all'interno del manoscritto e ha formulato un'ipotesi sulle differenze tra la versione di Laurenzio e quella perduta della Cronaca di Tver'.

## Contenuto
Il Codice di Laurenzio raccoglieva diversi codici delle Cronache di Vladimir.
- Testo laurenziano della Cronaca degli anni passati, che copre gli eventi dall'852 al 1110;
- Testo laurenziano della Cronaca di Suzdal' o Cronaca di Vladimir-Suzdal',[3] che copre eventi dal 1111 al 1305.[4]

Sono stati conservati 173 fogli del codice, mentre 12 sono andati perduti. Tra i fogli 9 e 10, mancano sei fogli relativi agli eventi del 6406-6429 (898-921); dopo il foglio 169, mancano cinque fogli relativi agli eventi del 6771-6791 (1263-1283); dopo il foglio 170, manca un foglio relativo agli eventi del 6796-6802 (1288-1293). È tuttavia possibile una sorta di ricomposizione grazie al contributo di altri codici.
Il Laurenziano include la versione più antica sopravvissuta della Cronaca degli anni passati nella sua seconda redazione, che termina nell'anno 1110 con un post scriptum. Si sovrappongono poi due altre continuazioni, la Letopis' preimuščestvenno južnorusskimi izbestijami ("Cronaca dei fatti principali della Russia meridionale"), che comprende il periodo 1110-1161, e il Letopis' preimuščestvenno ob izbestijach Vladimiro-Suzdal'skoj Rusi ("Annali dei fatti predominanti del principato rus' di Vladimir-Suzdal'" o Cronaca di Vladimir-Suzdal'), che copre gli anni tra il 1164 e il 1304.
È interessante ravvisare i punti di contatto e di divergenza sussistenti tra le varie ricopiature. A tal proposito, si segnala un passaggio del Codice Laurenziano tratto dalla Cronaca di Vladimir-Suzdal' per confrontarlo con la Cronaca di Kiev contenuta nel Codice Ipaziano: Il corsivo è di Jaroslaw Pelenski:
| Cronaca di Kiev | Cronaca di Vladimir-Suzdal' |
| --- | --- |
| Lo stesso anno [1155] il principe Andrea andò da suo padre da Vyšhorod a Suzdal' senza il permesso di suo padre, e prese da Vyšhorod l'icona della Beata Madre di Dio che era stata portata da Cesarjagrad sulla stessa nave con [l'icona di[ Pirogošča. La fece incorniciare con l'equivalente del peso in oro di trenta grivny, oltre all'argento, alle pietre preziose e alle grandi perle, e dopo averla così adornata [l'icona], la collocò nella sua chiesa della Madre di Dio a Vladimir. | Lo stesso anno [1155] il principe Andrea andò da suo padre a Suzdal', e portò con sé l'icona della Beata Madre di Dio che era stata portata da Cesarjagrad sulla stessa nave con [l'icona di] Pirogošča. La fece incorniciare con l'equivalente del peso in oro di trenta grivny, oltre all'argento, alle pietre preziose e alle grandi perle e, dopo averla così adornata [l'Icona], la collocò nella sua chiesa della Madre di Dio a Vladimir. |

Pelenski ha ravvisato che la Cronaca di Kiev inquadrava le azioni di Andrea come improprie e deprecabili, mentre la Cronaca di Vladimir-Suzdal' ometteva qualsiasi riferimento a tal proposito. Sovente, la Cronaca di Kiev assume un tono generalmente ambivalente o apertamente critico nei confronti di Andrea e delle sue azioni, mentre la Cronaca di Vladimir-Suzdal' è lusinghiera e deferente nei suoi confronti.

## Provenienza
Il manoscritto fu acquisito dal famoso conte Musin-Puškin nel 1792 e successivamente donato alla Biblioteca nazionale russa di San Pietroburgo.